# Oskar Luts
Oskar Luts (n. 7 ianuarie 1887, Comuna Palamuse, Regiunea Jõgeva, Estonia – d. 23 martie 1953, Tartu, RSS Estonă, URSS) a fost un scriitor și dramaturg eston. Este cel mai cunoscut prozator al literaturii estone timpurii și este încă citit pe scară largă și în ziua de azi, mai ales romanul său scurt Primăvara.

## Biografie
Oskar Luts s-a născut într-o familie de clasă mijlocie din Järvepera, Estonia centrală, în acea vreme aflată în Gubernia Livonia (Imperiul Rus). Fratele său mai mic a fost regizorul de film și directorul de imagine Theodor Luts. A studiat în școala din satul Änkküla în 1894. A mers la școala parohială din comuna Palamuse din comitatul Jõgeva, unde a studiat între anii 1895–1899. În 1899-1902 a studiat la Tartu Reaalkool. În 1903 Luts a început să lucreze ca farmacist ucenic în Tartu și Narva. După ce a susținut examenele de  farmacist ucenic, a plecat la muncă la Tallinn (1903). În timpul serviciului militar de la Sankt Petersburg (1909–1911) a lucrat și în domeniul farmacist. A continuat această activitate în Dorpat în timp ce a studiat farmacia la universitate.
Când a început Primul Război Mondial, Oskar Luts a fost înrolat în Armata Imperială Rusă. A lucrat ca farmacist militar la Pskov, Varșovia, Daugavpils, Vilnius și la Vitebsk (1915–1918), unde s-a căsătorit.
Oskar Luts a fost lăsat la vatră din motive de sănătate în toamna anului 1918 și s-a întors la Tartu împreună cu familia sa în același an, unde a început să lucreze ca farmacist. Între 1919–1920 a lucrat la biblioteca universității și apoi a condus un magazin. În 1922 și-a început cariera profesională ca scriitor.
În 1936, Luts a început să locuiască în casa sa de pe strada Riia din Tartu. Această casă a fost transformată în muzeu în 1964.
Oskar Luts a fost primul scriitor eston care a primit titlul de Scriitor al Poporului din RSS Estonă. Această distincție i-a fost acordată în 1945.
Oskar Luts este înmormântat în cimitirul Ropka-Tamme.
Unele străzi și clădiri din Estonia poartă numele lui Oskar Luts. Școala Gimnazială Oskar Lutsu din Comuna Palamuse a fost denumită astfel în onoarea lui Luts.

## Activitate literară

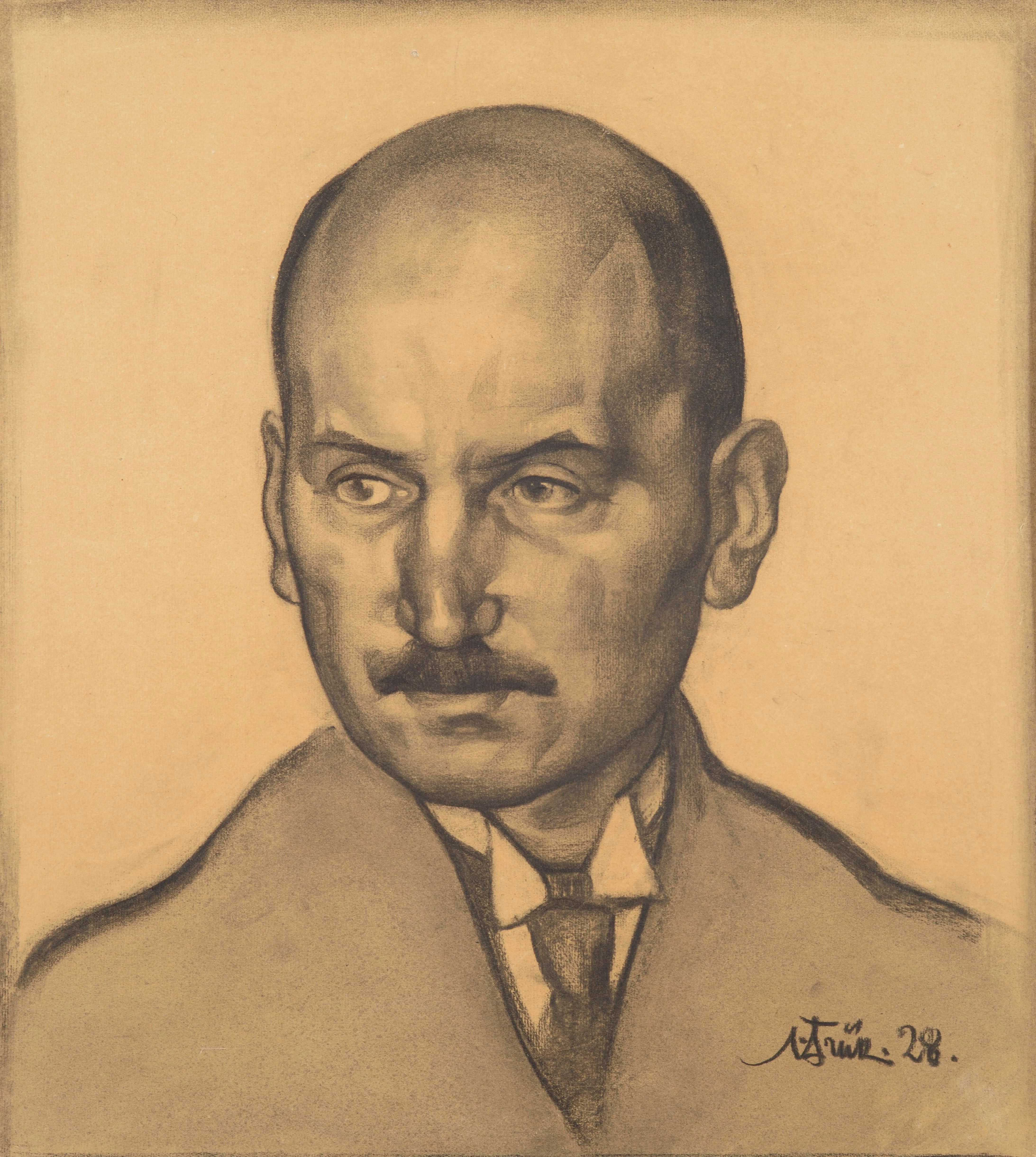
Portret de Nikolai Triik (1928)

Oskar Luts a creat cele mai fericite opere literare ale sale în anii dinaintea Primului Război Mondial. A scris mai multe lucrări de comedie, precum și primul său roman denumit Primăvara (Kevade; partea I a apărut în 1912, iar partea a II-a în 1913). Acest roman extrem de popular a prezentat viața școlară de zi cu zi a tinerilor din Estonia. Primăvara s-a dovedit a fi cea mai reușită și cunoscută lucrare a lui Oskar Luts.
Viața personajelor din Primăvara a continuat în romanul Suvi (Vara) (partea I a apărut în 1918, iar partea a II-a în 1919), care a devenit și el destul de popular. Cu toate acestea, continuările ulterioare (Tootsi pulm; Nunta lui Toots, Argipäev; inițial Äripäev, Zile lucrătoare și romanul Sügis; Toamna) (partea I a apărut în 1938) au fost scrise pentru a satisface cererea publicului, dar nu au mai avut popularitatea primelor sale lucrări. După Primul Război Mondial, lucrările sale au conținut mai puțin umor și au fost mult mai sumbre. A doua parte a romanului Sügis a rămas sub formă de manuscris timp de decenii, întreaga lucrare fiind publicată abia în 1988.
După cărțile sale s-au produs filme estone foarte populare (în limbile estonă și rusă) Primăvară, Vară (film din 1976)⁠(et)[traduceți] (bazat pe Suvi și Tootsi pulm) și Toamnă (film din 1990)⁠(et)[traduceți] (bazat pe Argipäev și Sügis). Toate filmele au fost produse de Arvo Kruusement.
Oskar Luts a scris și literatură pentru copii, iar cea mai populară carte a sa pentru copii a fost Nukitsamees (1920) a fost ecranizată ca un film în 1981 (Nukitsamees⁠(et)[traduceți]). Muzica filmului Nukitsamees a fost scrisă de Olav Ehala și este la fel de populară ca și filmul în sine.
Ca dramaturg, Oskar Luts este cunoscut mai ales pentru Kapsapea (Varza). Filmul de animație „Kapsapea” se bazează pe scrierile lui Oskar Luts. Desenul animat este despre o varză mare care crește în grădina unei familii estone. Varza provoacă în cele din urmă senzație în SUA, Rusia și China.
Lucrările lui Oskar Luts au fost traduse în multe limbi. În limba română, romanul  Primăvara a fost tradus de Alexandra Bărcăcilă și Igor Talmațchi și a apărut la Editura Univers în 1977.